# Acanthus mayaccanus
Acanthus mayaccanus är en akantusväxtart som beskrevs av Büttn.. Acanthus mayaccanus ingår i släktet akantusar, och familjen akantusväxter. Inga underarter finns listade i Catalogue of Life.